# Wereld Welzijns Bewustwording
Wereld Welzijns Bewustwording (WWB) was een Nederlandse politieke partij. De enige verkiezing waaraan WWB heeft meegedaan, waren de Tweede Kamerverkiezingen van 1981.
De partij was opgericht door de in Oss woonachtige Jan van Deutekom en streefde naar een wereldwijde ruimere bewustwording die zich zou richten op een 'wereldwijde rechtgeaarde bedrijvigheid vanuit het menselijke/kosmisch beginsel dat welzijnsverhogend werkt'. De voormalige agrariër Van Deutekom was pleitbezorger van een minder intensieve landbouwsector. Ook was hij tegen kernenergie en tegen seks voor het huwelijk.
In 1981 deed WWB mee in de kieskringen I ('s-Hertogenbosch), II (Tilburg), IV (Nijmegen), VI ('s-Gravenhage), X (Den Helder) en XVIII (Maastricht), met Jan van Deutekom als enige kandidaat. Hij kreeg in totaal 891 stemmen, hetgeen te weinig was voor een zetel. Voor Van Deutekom was het resultaat teleurstellend en hij besloot om niet meer mee te doen met volgende verkiezingen.
PvdA · CDA · VVD · D'66 · SGP · PPR · CPN · GPV · PSP · Rechtse Volkspartij · DS'70 · RKPN · Partij van Rijksgenoten · Kleine Partij · God Met Ons · Nederlandse Evolutie Partij · Leefbaar Nederland · SP · De Vrede Partij · RPF · Realisten '81 · IKB · NVU · Centrumpartij · Partij tot Likwidatie van Nederland · Wereld Welzijns Bewustwording · EVP · SOS